# Новое Мюнхенское художественное объединение
Новое Мюнхенское художественное объединение (нем. Neue Künstlervereinigung München, N.K.V.M.) — творческое объединение представителей экспрессионизма, основанное в 1909 году в Мюнхене.

## История
Прообразом «Нового Мюнхенского художественного объединения» стала «Гильдия Святого Луки». Идея создания объединения возникла в розовом салоне Марианны Верёвкиной. 22 января 1909 года был подписан меморандум об учреждении объединения.
Первым председателем стал Василий Кандинский, Явленский вторым председателем, Йоханна Канольдт заместителем и казначеем, а Оскар Виттенштейн секретарем до 1910 года, после чего им стал Эрбслё. Манифест группы провозглашал освобождение формы от всего вторичного с целью проявить действительность, которая является главной. Объединение хотело вобрать в себя художников всех форм искусства, независимо от национальности, главным была приверженность к догмам основателей.
Чтобы найти художников французского авангарда, секретарь объединения Эрбслё связывается с художником, другом Кандинского с 1904 года, Пьером Жирьё, который, согласно сохранившейся переписке, помогает в организации и сам участвует в выставках Объединения. За время существования союза прошло всего три выставки.
Первая из выставок прошла в 1 по 15 декабря 1909 года в галерее Таннхаузер в Мюнхене. На выставке было представлено 128 работ 16 художников, среди которых были: Пауль Баум, Владимир Бехтеев, Эрма Босси, Эмми Дрестер, Робер Эккерт, Адольф Эрбслё, Пьер Жирьё, Карл Ходер, Алексей Явленский, Василий Кандинский, Александр Канольдт, Моисей Коган, Габриэль Мюнтер, Карла Поль, Марианна Верёвкина. Эта выставка в прессе получила, в основном, негативные отзывы.
Вторая выставка прошла с 1 по 14 сентября 1910 года всё в той же галерее Таннхаузер в Мюнхене. Участие принимали уже 29 художников с 115 работами: Владимир Бехтеев, Эрма Босси, Жорж Брак, Давид Бурлюк, Василий Денисов, Андре Дерен, Кеес ван Донген, Фрасиско Дюррио, Адольф Эрбслё, Анри Лё Фоконье, Пьер Жирьё, Герман Галлер, Бернгард Хётгер, Алексей Явленский, Евген фон Гахлер, Василий Кандинский, Александр Канольдт, Моисей Коган, Альфред Кубин, Александр Могилевский, Габриэль Мюнтер, Адольф Ньедер, Пабло Пикассо, Жорж Руо, Эдвин Шарф, Серафим Судьбинин, Морис де Вламинк, Марианна Верёвкина.
Третья выставка прошла в том же помещении с 18 декабря 1911 года по 1 января 1912 года. В ней принимали участие 8 художников, представив 58 работ: Эрма Босси, Владимир Бехтеев, Адольф Эрбслё, Пьер Жирьё, Алексей Явленский, Александр Канольдт, Моисей Коган, Марианна Верёвкина.
Эта экспозиция ознаменовала появление творческого объединения «Синий всадник».